# Ґронди-Міхали
Ґронди-Міхали (пол. Grądy-Michały) — село в Польщі, у гміні Грабово Кольненського повіту Підляського воєводства.
Населення — 47 осіб (2011).
У 1975-1998 роках село належало до Ломжинського воєводства.

## Демографія
Демографічна структура станом на 31 березня 2011 року:
|          | Загалом | Допрацездатний вік | Працездатний вік | Постпрацездатний вік |
| -------- | ------- | ------------------ | ---------------- | -------------------- |
| Чоловіки | 27      | 8                  | 17               | 2                    |
| Жінки    | 20      | 5                  | 11               | 4                    |
| Разом    | 47      | 13                 | 28               | 6                    |